# Sablé-sur-Sarthe
Sablé-sur-Sarthe (oft nur Sablé) ist eine französische Stadt mit 12.194 Einwohnern (Stand 1. Januar 2022) im Département Sarthe in der Region Pays de la Loire. Der Gemeindeverband Communauté de communes du Pays Sabolien hat seinen Sitz in Sablé-sur-Sarthe. Die Bewohner werden Saboliens und Saboliennes genannt.
Die Gemeinde erhielt 2022 die Auszeichnung „Drei Blumen“, die vom Conseil national des villes et villages fleuris (CNVVF) im Rahmen des jährlichen Wettbewerbs der blumengeschmückten Städte und Dörfer verliehen wird.
Sablé-sur-Sarthe liegt in der historischen Provinz Maine bei La Flèche, etwa 60 Kilometer von Le Mans, etwa 62 Kilometer von Angers und etwa 250 Kilometer von Paris entfernt. Die Stadt liegt an der Sarthe und an den Flüsschen Vaige und Erve, die im Stadtgebiet von Sablé in die Sarthe münden.

## Bevölkerungsentwicklung
| Sablé-sur-Sarthe: Einwohnerzahlen von 1793 bis 2016                                                                        | Sablé-sur-Sarthe: Einwohnerzahlen von 1793 bis 2016 | Sablé-sur-Sarthe: Einwohnerzahlen von 1793 bis 2016 | Sablé-sur-Sarthe: Einwohnerzahlen von 1793 bis 2016 | Sablé-sur-Sarthe: Einwohnerzahlen von 1793 bis 2016 |
| --- | --------------------------------------------------- | --------------------------------------------------- | --------------------------------------------------- | --------------------------------------------------- |
| Jahr |                                                     |                                                     |                                                     | Einwohner                                           |
| 1793 | 1793                                                |                                                     | 3.059                                               | 3.059                                               |
| 1800 | 1800                                                |                                                     | 3.066                                               | 3.066                                               |
| 1806 | 1806                                                |                                                     | 3.172                                               | 3.172                                               |
| 1821 | 1821                                                |                                                     | 3.450                                               | 3.450                                               |
| 1831 | 1831                                                |                                                     | 3.999                                               | 3.999                                               |
| 1836 | 1836                                                |                                                     | 4.188                                               | 4.188                                               |
| 1841 | 1841                                                |                                                     | 4.348                                               | 4.348                                               |
| 1846 | 1846                                                |                                                     | 4.912                                               | 4.912                                               |
| 1851 | 1851                                                |                                                     | 5.282                                               | 5.282                                               |
| 1856 | 1856                                                |                                                     | 5.086                                               | 5.086                                               |
| 1861 | 1861                                                |                                                     | 5.675                                               | 5.675                                               |
| 1866 | 1866                                                |                                                     | 5.644                                               | 5.644                                               |
| 1872 | 1872                                                |                                                     | 5.589                                               | 5.589                                               |
| 1876 | 1876                                                |                                                     | 5.947                                               | 5.947                                               |
| 1881 | 1881                                                |                                                     | 6.085                                               | 6.085                                               |
| 1886 | 1886                                                |                                                     | 6.183                                               | 6.183                                               |
| 1891 | 1891                                                |                                                     | 6.047                                               | 6.047                                               |
| 1896 | 1896                                                |                                                     | 6.118                                               | 6.118                                               |
| 1901 | 1901                                                |                                                     | 5.599                                               | 5.599                                               |
| 1906 | 1906                                                |                                                     | 5.520                                               | 5.520                                               |
| 1911 | 1911                                                |                                                     | 5.493                                               | 5.493                                               |
| 1921 | 1921                                                |                                                     | 5.385                                               | 5.385                                               |
| 1926 | 1926                                                |                                                     | 5.611                                               | 5.611                                               |
| 1931 | 1931                                                |                                                     | 5.810                                               | 5.810                                               |
| 1936 | 1936                                                |                                                     | 5.866                                               | 5.866                                               |
| 1946 | 1946                                                |                                                     | 6.068                                               | 6.068                                               |
| 1954 | 1954                                                |                                                     | 6.511                                               | 6.511                                               |
| 1962 | 1962                                                |                                                     | 6.885                                               | 6.885                                               |
| 1968 | 1968                                                |                                                     | 9.227                                               | 9.227                                               |
| 1975 | 1975                                                |                                                     | 10.717                                              | 10.717                                              |
| 1982 | 1982                                                |                                                     | 11.773                                              | 11.773                                              |
| 1990 | 1990                                                |                                                     | 12.178                                              | 12.178                                              |
| 1999 | 1999                                                |                                                     | 12.716                                              | 12.716                                              |
| 2006 | 2006                                                |                                                     | 12.602                                              | 12.602                                              |
| 2011 | 2011                                                |                                                     | 12.324                                              | 12.324                                              |
| 2016 | 2016                                                |                                                     | 12.350                                              | 12.350                                              |
| Quelle(n): EHESS/Cassini bis 1999, INSEE ab 2006 Anmerkung(en): Ab 1962 offizielle Zahlen ohne Einwohner mit Zweitwohnsitz |                                                     |                                                     |                                                     |                                                     |

Der Aufschwung der Einwohnerzahlen erfolgte insbesondere in den 1960er Jahren nicht zuletzt auch durch die Eingliederung der früheren Gemeinde Gastines-sur-Erve im Jahre 1965.

## Sehenswürdigkeiten

### Schloss

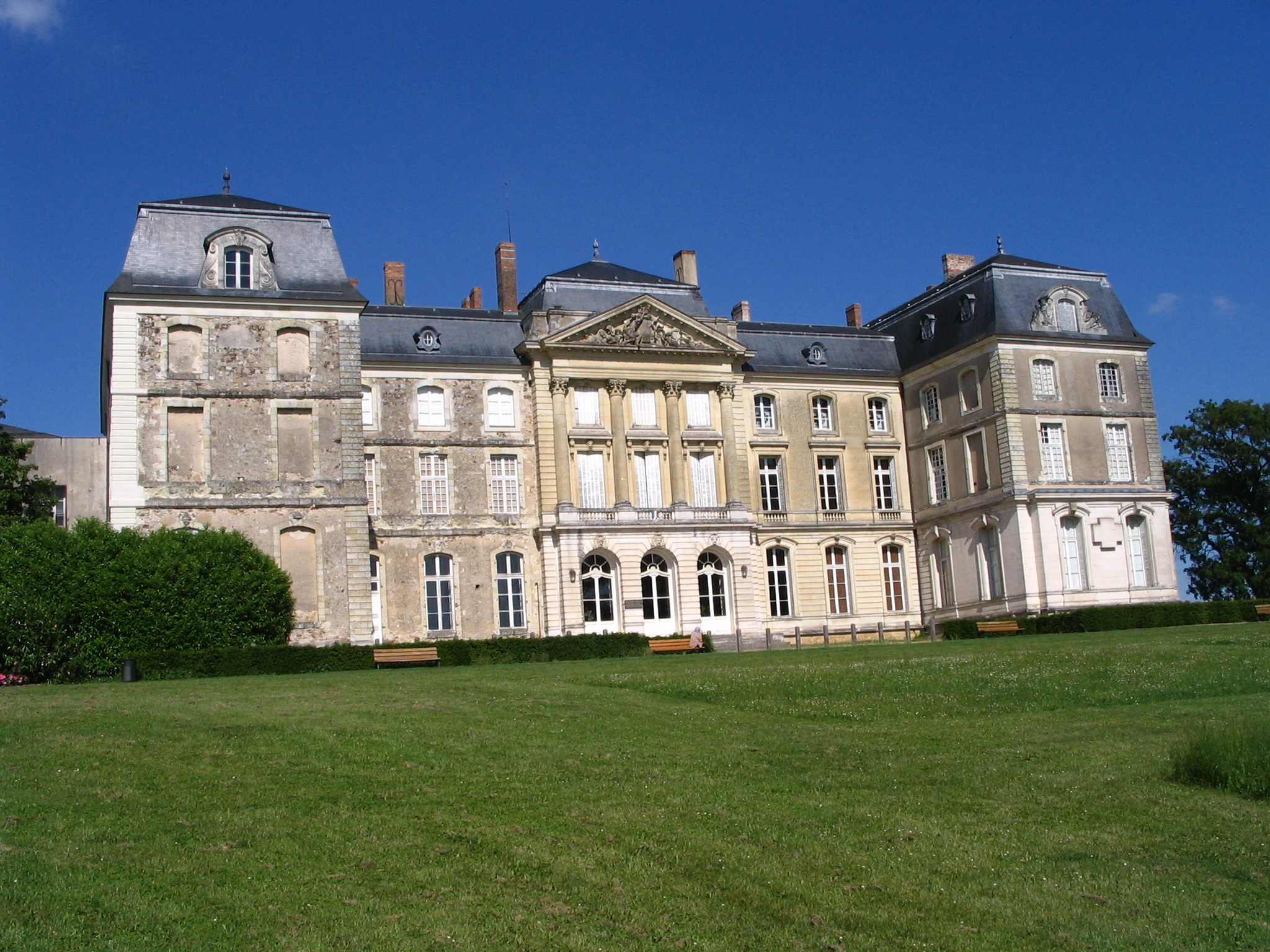
Schloss von Sablé-sur-Sarthe

Das Bild der Stadt wird dominiert von dem Schloss, das auf einem Bergrücken über dem kleinen Hafen liegt. Das Schloss entstand im 18. Jahrhundert auf den Fundamenten einer älteren Befestigung, die an strategisch günstiger Stelle im Grenzbereich der Provinzen Anjou und Maine lag.
Damaliger Besitzer war Jean-Baptiste Colbert, der Außenminister des französischen Königs Ludwig XIV. Die Bauarbeiten dauerten von 1715 bis 1728, der Innenausbau konnte erst 1741 abgeschlossen werden.
1978 erwarb die Stadt das Schloss und übergab es dem Staat. Nach umfassender Renovierung ist heute hier eine Außenstelle der Bibliothèque nationale de France untergebracht. Hier werden alte Bücher auf Mikrofilme übertragen bzw. restauriert.

### Abtei von Solesmes
Die Abbaye Saint-Pierre de Solesmes liegt zwei Kilometer von Sablé-sur-Sarthe entfernt weiter flussaufwärts. Sie ist eine Hochburg des gregorianischen Gesangs in Frankreich.

## Verkehr und Infrastruktur

### Autoverkehr
Es bestehen sehr gute Verkehrsverbindungen nach Paris und nach Westfrankreich: Die Autobahnen A81 Paris – Le Mans – Rennes und A11 Paris – Le Mans – Angers sind gut zu erreichen.

### Öffentlicher Verkehr

#### Eisenbahnverkehr
Mit ihrem Bahnhof hat die Stadt Anschluss an die Fernverkehrsstrecke (Nantes–)Angers–Le Mans(–Paris). Mehrheitlich halten TER-Züge, aber täglich auch einige TGVs, die z. B. eine Direktverbindung von und nach Paris ermöglichen. Von dieser Strecke zweigten früher die Bahnstrecke Aubigné-Racan–Sablé und die Bahnstrecke Sablé–Montoir-de-Bretagne ab.

#### Regionalverkehr
Die Stadt ist Endpunkt mehrerer vom Département betriebenen Regionalbuslinien: Es handelt sich um die Strecken La Flàche–Sablé, Laval–Sablé, Le Mans–Sablé und Segré-en-Anjou Bleu–Château-Gontier-sur-Mayenne–Sablé.

#### Stadtverkehr
Im innerstädtischen Verkehr werden zwei Buslinien betrieben, die allerdings auf ein und derselben Strecke fahren: d. h. Hinfahrt erfolgt als Linie 1, Rückfahrt als Linie 2. Stündlich werden meist zwei Fahrten durchgeführt, wobei aber kein echter Zeittakt besteht. Dieser Dienst ist für Bewohner von Sablé kostenlos.

#### Verknüpfung der Verkehrsströme
Der Bahnhof von Sablé wurde zu einem sog. PEM (= Pôle d’échanges multimodal) umgebaut. Individualverkehr und Öffentlicher Verkehr werden miteinander verknüpft: Die Bahnunterführung, die vom südlich der Gleise gelegenen Bahnhofsgebäude zu den Gleisen führt, erhält einen Zugang von Norden. Dort entstand ein Busbahnhof mit 10 Bahnsteigen für Regional-, Schul- und Stadtbusse sowie ein Parkplatz mit knapp 200 Plätzen für Bahn- und Busbenutzer und zwei abschließbare Fahrradhallen. Seit 2009 verkehren je dreimal morgens und abends Pendelbusse zwischen dem Bahnhof und den Gewerbegebieten. Die Carsharing-Initiative Mouvn’GO* stellt an vier Standorten, darunter am Bahnhof, seine Fahrzeuge bereit.

## Kulturveranstaltungen
Das Barock-Festival von Sablé
Es findet alljährlich seit 1979 im Sommer statt. Innerhalb von vier Tagen gibt es jeweils mehr als ein Dutzend Konzerte. In Workshops proben Nachwuchskünstler in den Bereichen Alte Musik und Alte Tänze mit den besten Spezialisten ihres Fachs.
Rockyssimôme – „Woodstock für Kinder“
Diese Veranstaltungen speziell für Kinder und unter Mitwirkung von Kindern findet jeweils im Park des Schlosses statt.

## Wirtschaft
Im 19. Jahrhundert waren in den Marmorsteinbrüchen und den Anthrazit-Bergwerken in der unmittelbaren Umgebung Sablés bis zu 1500 Personen beschäftigt.
Heute gibt es im Raum Sablé rund 11.500 Arbeitsplätze. Haupterwerbszweige sind die Verarbeitung landwirtschaftlicher Produkte, Metallverarbeitung, Kunststoff und Elektronik. Die LDC-Gruppe, der führende europäische Geflügelfleischproduzent, hat seinen Sitz in Sablé-sur-Sarthe.

## Städtepartnerschaft
- Bückeburg in Niedersachsen

## Persönlichkeiten
- Edmond Cherouvrier (1831–1905), französischer Komponist, geboren in Sablé-sur-Sarthe
- Charles Cros (1842–1888), während eines Aufenthaltes auf Schloss Sablé arbeitete der französische Dichter und Erfinder an einem Verfahren der Farbfotografie
- Raphaël Élizé (1891–1945), französischer Tierarzt und Politiker, wurde 1929 als erster Dunkelhäutiger zum Bürgermeister einer Stadt in Frankreich gewählt; ab 1940 Mitglied der Résistance
- Pierre Péan (1938–2019), französischer Investigativjournalist, geboren in Sablé-sur-Sarthe
- François Fillon (* 1954), französischer Politiker (LR), von 1981 bis 1986 Gemeinderat von Sablé-sur-Sarthe und vom 17. Mai 2007 bis zum 15. Mai 2012 Premierminister Frankreichs
- Amandine Tissier (* 1993), französische Handballspielerin, geboren in Sablé-sur-Sarthe